# Fortalesa de Deva
La fortalesa de Deva (en romanès: Cetatea Devei, en hongarès: Déva vára) és una fortalesa situada a la ciutat de Deva, al comtat de Hunedoara, Romania, dalt d’un turó volcànic.

## Posició

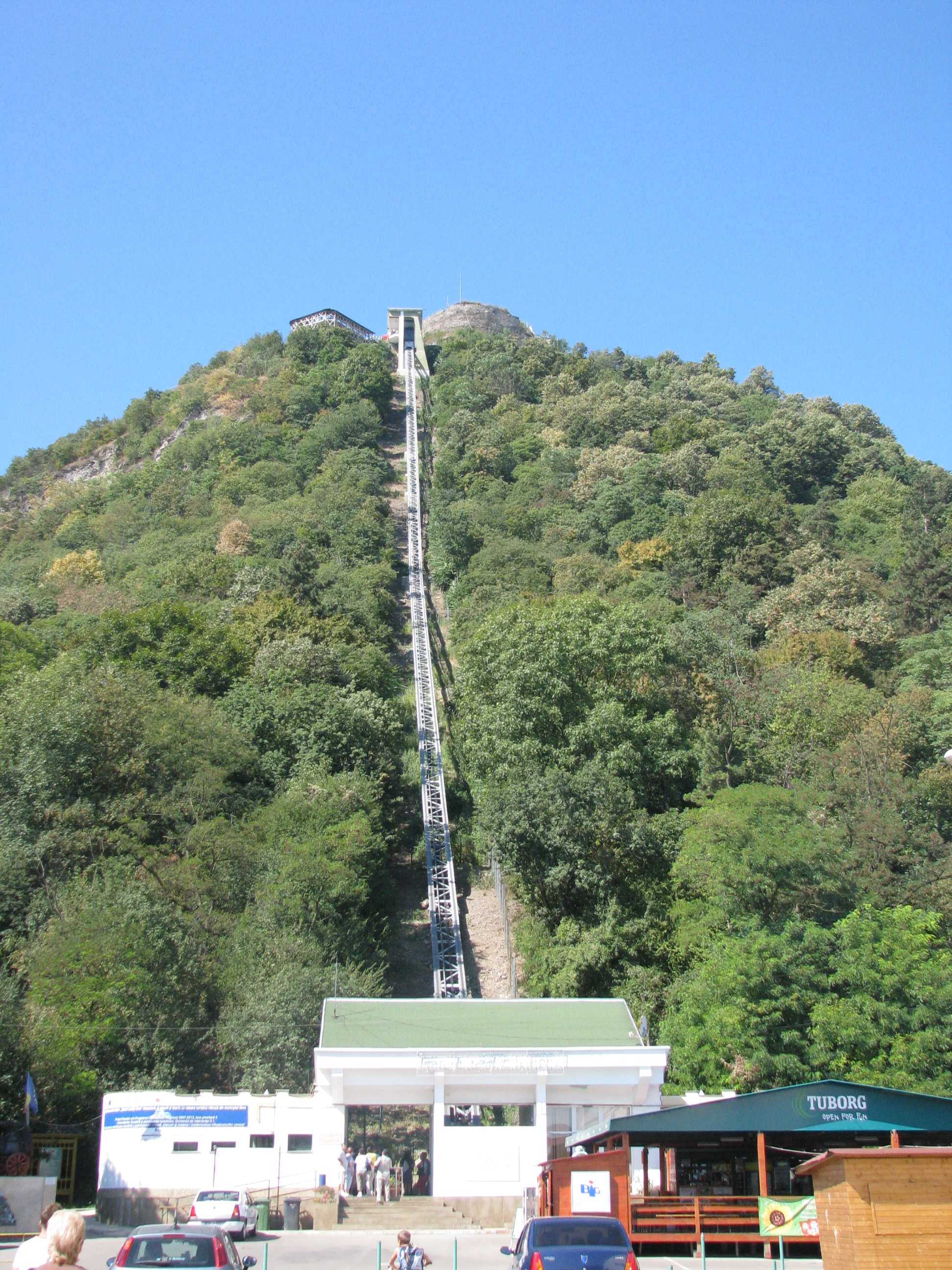
Un ascensor inclinat connecta la fortalesa amb la ciutat de sota

La fortalesa està situada dalt d’un volcà a la serralada de Poiana Ruscă, dins de les muntanyes dels Carpats occidentals de Romania. Des del peu del turó, la ciutat de Deva s'estén, començant per Magna Curia i el parc públic. A prop hi ha la majoria d’edificis de les institucions administratives de la ciutat: el tribunal, la prefectura, el saló del comtat, l’administració financera, l’antiga seu de la policia, l’ajuntament i dues de les escoles més antigues de Deva: el Decebal National. Col·legi i Liceu Pedagògic.
La fortalesa està connectada amb els peus del turó mitjançant un ascensor inclinat que permet als turistes arribar a la fortalesa.

## Història
Les primeres evidències de la fortalesa medieval de Deva es remunten a la segona meitat del segle xiii; el 1269, Esteve V, rei d'Hongria i duc de Transsilvània, va esmentar "el castell reial de Deva" en una concessió de privilegis per al comte Chyl de Kelling (en romanès: comitele Chyl din Câlnic).
Els primers registres relatius a una operació militar que involucrava la fortalesa data del 1273. Sota les seves muralles, els cumans van ser derrotats per Pere I Csák, palatí d’Hongria (llatí: Magister Pertrus de genere Chak), que va ser recompensat per la seva victòria per Ladislau IV, rei d’Hongria. En la seva carta, Ladislau IV esmentava els fets amb les paraules: sub castro Dewa contra Cumanorum exercitur viriliter dimicavit.
A finals del segle xiii, la fortalesa de Deva era propietat de Ladislaus Kán, voivoda de Transsilvània, que va organitzar una cort a més de la guarnició militar.
La fortalesa de Deva és un element central al conte popular hongarès La dona de Climent, el paleta.